# Anopheles hermsi
Anopheles hermsi är en tvåvingeart som beskrevs av Barr och Guptavanij 1988. Anopheles hermsi ingår i släktet Anopheles och familjen stickmyggor.
Artens utbredningsområde är Kalifornien. Inga underarter finns listade i Catalogue of Life.